# Garfield 2
Garfield 2 (Originaltitel: Garfield: A Tail of Two Kitties) ist eine US-amerikanische Filmkomödie von Regisseur Tim Hill aus dem Jahr 2006 mit der Comickatze Garfield als Hauptfigur. Der Film ist eine Fortsetzung zu Garfield – Der Film aus dem Jahr 2004. Er ist eine Co-Produktion von Davis Entertainment, Ingenious Film Partners und 20th Century Fox im Verleih der 20th Century Fox Deutschland und startete am 16. Juni 2006 in den US-amerikanischen und am 6. August 2006 in den deutschen Kinos.

## Handlung
Jon will seiner geliebten Liz einen Heiratsantrag machen. Als diese aber kurzfristig nach England fliegt, um einen Vortrag zu halten, möchte Jon hinterherreisen. Garfield soll im Tierheim zwischengelagert werden. Garfield kann es jedoch nicht hinnehmen, abgeschoben zu werden und versteckt sich zusammen mit Odie in Jons Koffer.
In London angekommen, beginnt für Garfield ein waghalsiges Abenteuer. Die Gräfin von Dargis ist nämlich verstorben und hinterlässt ihr ganzes Vermögen ihrem Kater Prince, der Garfield zum Verwechseln ähnlich sieht. Der übergangene Lord Dargis denkt sich einen teuflischen Plan aus, wie er Prince unbemerkt verschwinden lassen kann. Er würde dann zum Alleinerben werden. Nachdem der ehemalige Butler der Gräfin (nun: Landverwalter) bemerkt, dass Prince spurlos verschwunden (bzw. von Lord Dargis in den Fluss geworfen und in der Londoner Kanalisation wieder aufgetaucht) ist, macht er sich auf die Suche nach ihm. Nichts ahnend läuft er dabei in London dem durch die Gegend streifenden Garfield über den Weg und nimmt diesen mit ins Schloss, da er denkt, es wäre der verschwundene Prince.
Von nun an kann Garfield alle Vorzüge des reichen Lebens genießen. Doch die Freude währt nicht lange, denn die anderen Tiere des Hofes flehen Garfield an, ihnen zu helfen und sie vor dem bösen Dargis zu beschützen. Er muss sich nun zwischen seinem vielen Essen und der Gerechtigkeit entscheiden. Währenddessen schmiedet Dargis neue Pläne, um Prince (bzw. Garfield) endgültig loszuwerden. Er verfolgt mit dem Schloss ganz andere Pläne: Er möchte es in eine riesige Hotelanlage verwandeln.
Doch Garfield setzt nun alles daran, seine liebgewonnenen „Untertanen“ zu beschützen. Nachdem der eigentliche Prince von Jon zurückgebracht wird, beginnt der Showdown „Tiere gegen Lord Dargis“. Am Ende des Kampfes wird der Bösewicht durch einen Fausthieb von Jon niedergestreckt und anschließend der Polizei übergeben. Nun können Prince und seine Untertanen wieder in Frieden leben. Garfield setzt sich nach einer ausgelassenen Pool-Party mit Jon, Liz und Odie wieder in die USA ab.

## Kritiken
„Nur noch am Rande mit der Comic-Vorlage verwandt, weiß der unterhaltsame Film durch die kluge Adaption von Mark Twains Roman "Prinz und Bettelknabe" und die lustvolle Überzeichnung des intriganten britischen Landadels für sich einzunehmen.“

„80 Minuten Katzenjammer belegen, dass die Hollywood-Studios nicht unbedingt aus ihren Fehlern lernen: Schon Teil 1 war so erbaulich wie eine Katzenhaar-Allergie. Zum Fell-Raufen miese CGI-Effekte und hilflos grimassierende Schauspieler machen das heillose Debakel, bei dem sogar Kids die Krallen ausfahren dürften, perfekt. Denn auch wenn Garfield zielgruppengerecht seinen haarigen Hintern zu den Black-Eyed Peas schwingen darf: Seine Witzchen sind so ranzig wie eine abgelaufene Dose Katzenfutter. Fazit: Was sang Helge Schneider doch gleich? ‚Katzeklo, Katzeklo, ja, das macht die Katze froh‘? Uns auch. Wenn die Filmrolle darin verschwindet!“

## Hintergründe
- Die Dreharbeiten zum Film begannen am 31. August 2005 unter anderem in Greenwich und York. Des Weiteren folgten weitere Aufnahmen in Los Angeles und Beverly Hills, Kalifornien. Die gesamten Dreharbeiten wurden am 8. November 2005 beendet.

- Castle Howard in North Yorkshire, England erscheint im Film als Carlyle Castle.

- Dem Film gelang in den USA ein Einspielergebnis von 28 Millionen US-Dollar und weltweit insgesamt über 141 Millionen US-Dollar.[5]

- Garfield wurde in der englischen Originalversion genauso wie im ersten Film von Bill Murray gesprochen. In der deutschen Synchronisation übernahm statt Thomas Gottschalk diese Aufgabe diesmal Oliver Kalkofe.

- Der Originaltitel „Garfield: A Tail Of Two Kitties“ spielt auf den Roman „A Tale Of Two Cities“ (Eine Geschichte zweier Städte) von Charles Dickens an, der ebenfalls von zwei Doppelgängern aus verschiedenen Ländern handelt.

- Der Film war nominiert bei der Goldenen Himbeere im Jahre 2006 in der Kategorie Schlechtestes Prequel oder Fortsetzung, gewonnen hat ihn aber Basic Instinct – Neues Spiel für Catherine Tramell.